# Shechen Rabjam

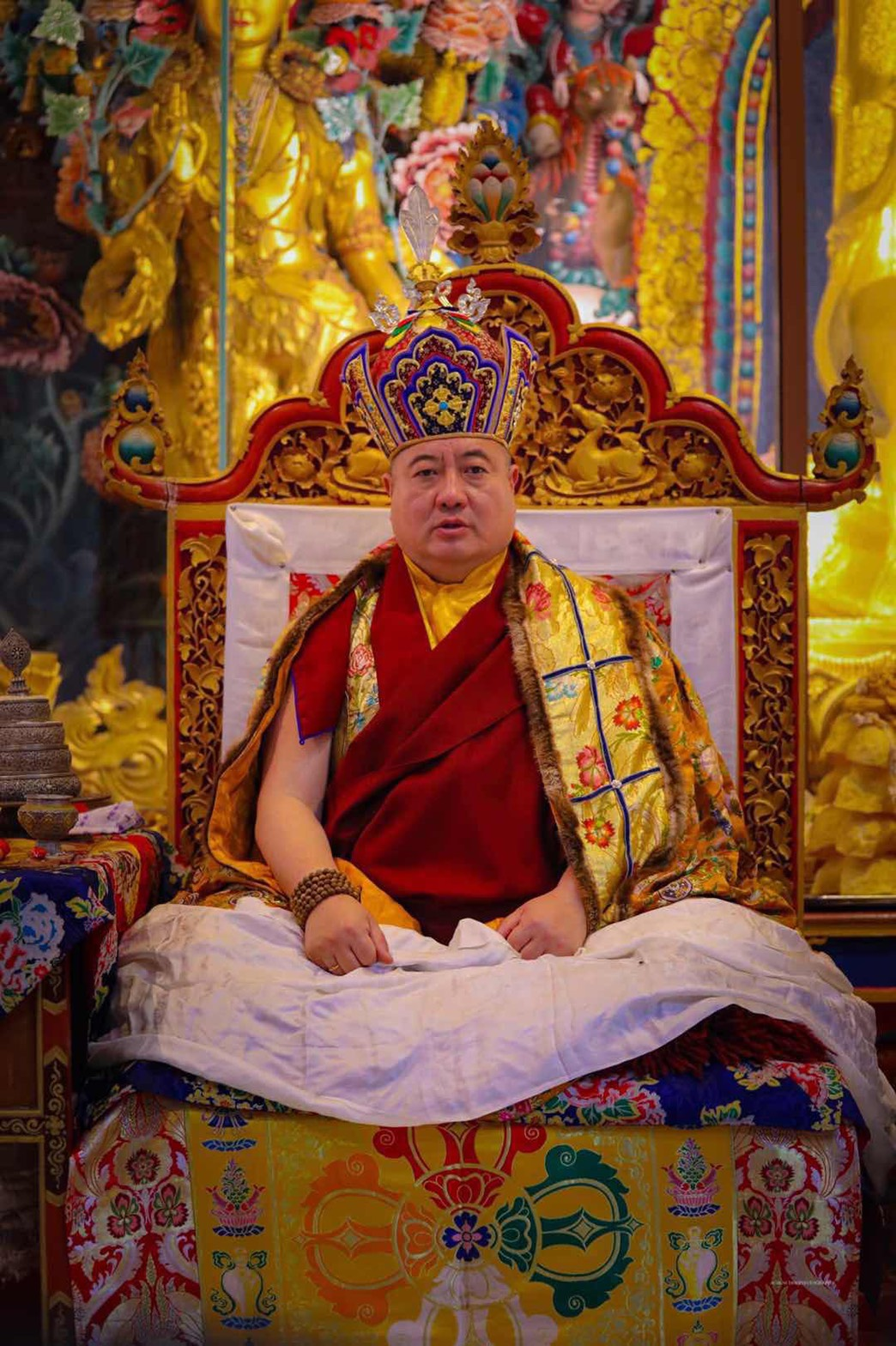
Shechen Rabjam Rimpoche

Shechen Rabjam (tib.: zhe chen rab 'byams) ist der Titel einer bedeutenden Trülku-Linie der Shechen-Tradition des tibetischen Buddhismus. Neben dem Shechen Kongtrül und dem Shechen Gyeltshab zählt der Shechen Rabjam zu den wichtigsten Trülkus dieser Tradition. Der derzeitige 7. Shechen Rabjam Jigme Chökyi Sengge wurde 1966 in Chandigarh geboren und ist der Enkel des Dilgo Khyentse.

## Liste der Shechen Rabjam
| #  | Name (Liste tibetischer Namen und Titel) | Lebensdaten | Umschrift nach Wylie                     |
| -- | ---------------------------------------- | ----------- | ---------------------------------------- |
| 1. | Tenpe Gyeltshen                          | 1650–?      | bstan pa'i rgyal mtshan                  |
| 2. | Gyurme Künsang Namgyel                   | 1713–1769   | 'gyur med kun bzang rnam rgyal           |
| 3. | Losel Gyatsho                            | 18.–19. Jh. | blo gsal rgya mtsho                      |
| 4. | Garwang Chökyi Gyeltshen (?)             | ?           | gar dbang chos kyi rgyal mtshan (?)      |
| 5. | Pema Thegchog Tenpe Gyeltshen            | 1864–1909   | padma theg mchog bstan pa'i rgyal mtshan |
| 6. | Nangdze Drupe Dorje                      | 1911–1959   | snang mdzad grub pa'i rdo rje            |
| 7. | Jigme Chökyi Sengge                      | * 1966      | 'jigs med chos kyi seng ge               |